# Ресор за јавно здравство Републике Српске
Ресор за јавно здравство Републике Српске или у пуном називу Ресор за јавно здравство, међународне односе и европске интеграције је једна од организационих целина Министарства здравља и социјалне заштите Републике Српске који има за основни циљ изградњу модерне, рационалне, ефикасне и ефективне заштите здравља народа, и других услова који утичу на јавно здравље и социјалну заштиту грађана Републике Српске.

## Положај и размештај
Ресор за јавно здравство, међународне односе и европске интеграције се налази у згради Aдминистративног центра Владе Републике Српске у улици Трг Републике Српске 1, у Бањој Луци, у Републици Српскаој и Босни и Херцеговини.

## Организација
Ресор за јавно здравство, међународне односе и европске интеграције Републике Српске у свом саставу има две организационе јединице:
- Одељење за јавно здравство,
- Одсек за међународну сарадњу и европске интеграције.

## Задаци
Ресор ја јавно здравље у свом делокругу рада има следеће задатке:
Прати —  савремена достигнућа у развоју јавног здравства у земљама ЕУ, земљама у окружењу и другим земљама у свету у циљу развоја јавног здравства Републике Српске, у складу са препорукама Свјетске здравствене организације.
Планира —  у сарадњи са другим ресорима Министарства учествује у планирању и припремању:
- јавно-здравствених политика, стратегија, програма и пројеката који имају за циљ унапређење здравља становништва.
- законских и подзаконских акат  у циљу приближавања и усклађивања јавног здравства Републике Српске, регулативи, стандардима и нормативима ЕУ из области јавног здравства.

Учествује — у:
- у хармонизацији и испуњавању услова у процесу Европских интеграција.
- у раду на оним конференцијама, форумима, семинарима  и радионице  које су организоване у свету.

Сарађује — са:
- институцијама и агенцијама у области јавног здравства,
- локалном заједницом,
- коморама и струковним удружењима здравствених радника,
- међународним здравственим организацијама
- невладиним организацијама из делокруга послова ресора.

Подстиче и одржава међународну сарадњу  —  у области јавног здравства и међународне сарадње
Организује —  у области јавног здравства и међународне сарадње:
- конференције,
- форуме,
- семинаре
- радионице